# Памятник Великой Октябрьской революции (Ростов-на-Дону)
Памятник Великой Октябрьской революции — монумент, воздвигнутый в центре Ростова-на-Дону, в парке культуры и отдыха имени М. Горького, в честь Великой Октябрьской социалистической революции и установления в городе советской власти. Памятник работы скульптора В. П. Дубовика и архитектора Э. А. Полянского был открыт в 1979 году. На красном гранитном постаменте высотой 4,5 м стоят три мужские фигуры — солдат, рабочий и моряк. Крестьянин изображён держащим знамя, а моряк с поставленной на приклад винтовкой. По замыслу авторов, общий вид памятника символизирует прочность и непоколебимость победы революции.
Скульптурная композиция находится на месте, где 26 октября 1917 года состоялся митинг в поддержку установления советской власти в Ростове-на-Дону, о чём свидетельствует надпись на мемориальной доске на лицевой части постамента:
На этом месте 26 октября 1917 г. состоялся многолюдный митинг в поддержку победы социалистической революции в Петрограде и установления Советской власти в Ростове-на-Дону.

## Исторический фон
После победы Февральской революции на Дону развернулась открытая политическая деятельность большевиков. Разъяснять политику большевиков и её цели, укреплять и расширять партийные организации, готовить рабочие массы Дона к социалистической революции была призвана газета «Наше знамя». Ростово-Нахичеванский комитет большевиков с помощью газеты устанавливал связь с донскими большевистскими группами, помогал им создавать новые и укреплять существовавшие партийные организации, усиливать политическую работу по завоеванию масс.
С каждым днём росли вооруженные отряды рабочих, готовых при поддержке крестьян, революционно настроенных солдат и казаков выступить за свержение власти Временного правительства. После того, как парусная яхта «Колхида» приняла радиограмму о том, что в Петрограде свершилась социалистическая революция, и В. И. Ленин провозгласил утверждение власти рабочих и крестьян, по предложению большевиков 26 октября было срочно созвано заседание Ростово-Нахичеванского Совета рабочих и солдатских депутатов, который, вопреки яростному сопротивлению меньшевиков и эсеров, принял решение о взятии всей полноты власти в свои руки и создал Военно-революционный комитет под предводительством С. И. Сырцова. Сразу же после этого заседания в городском саду, у здания Ротонды, был созван митинг рабочих и солдат. Многочисленные его участники решили присоединиться к резолюции, принятой Советом рабочих и солдатских депутатов, и оказывать всяческое содействие и поддержку Совету и созданному при нем Военнореволюционному комитету. В память об этом событии и был установлен памятник.